# Червоне (Біляївська селищна громада)
Червоне — село в Україні, у Лозівському районі Харківської області. Населення становить 668 осіб. Входить до складу Біляївської селищної громади.

## Географія
Село Червоне примикає до сіл Задорожнє і Красне. Поруч проходять автомобільна дорога Т 2107 і залізниця, найближча станція Берека за 2,5 км.

## Історія
- Селище засноване 1928 року.
- 3 грудня 2008 року колишнє селище отримало статус села.
- 12 червня 2020 року, відповідно до Розпорядження Кабінету Міністрів України  № 725-р «Про визначення адміністративних центрів та затвердження територій територіальних громад Харківської області», увійшло до складу Біляївської селищної громади[1].
- 19 липня 2020 року, в результаті адміністративно - територіальної реформи та ліквідації Первомайського району, село увійшло до складу Лозівського району Харківської області[2].
- 22 червня 2023 року рішенням №230 Національної комісії зі стандартів державної мови віднесено до списку населених пунктів, які «можуть не відповідати лексичним нормам української мови», зокрема стосуватися «російської імперської чи колоніальної політики». Громаді рекомендовано обґрунтувати доцільність збереження поточної назви або запропонувати нову назву в установленому законодавством порядку[3].

## Населення

### Мова
Розподіл населення за рідною мовою за даними :
| Мова       | Кількість | Відсоток |
| ---------- | --------- | -------- |
| російська  | 493       | 73.80%   |
| українська | 164       | 24.55%   |
| вірменська | 11        | 1.65%    |
| Усього     | 668       | 100%     |

## Економіка
- «АНТАР-2», ПП.

## Об'єкти соціальної сфери
- КЗ «Червонівський ліцей»